# Sittard-Geleen
Sittard-Geleen (limburguês: Zittert-Gelaen) é um município localizado no sudeste dos Países Baixos.
Tem cerca de 95 200 habitantes (2010) e é, portanto, o segundo município mais populoso em Limburgo (depois de Maastricht, com 125 mil habitantes). Desde as eleições municipais de 2006, a cidade é governada pela coligação PvdA (Trabalho), GroenLinks (Verde) e o partido local GOB.
Sittard-Geleen faz fronteira com a Bélgica ao oeste, e Alemanha a leste.